# Lea Ypi
Lea Ypi, född 8 september 1979 i Tirana, är en albansk akademiker och författare som är professor i politisk teori vid London School of Economics. År 2022 gavs hennes memoarer Fri ut på svenska.

## Biografi
Ypi föddes i Tirana men växte upp i den albanska kuststaden Durrës. Hon har bland annat studerat vid La Sapienza i Rom, varifrån hon har examina i både filosofi och litteraturvetenskap. Därefter har hon gästföreläst och studerat vid bland annat Sciences Po, Frankfurts universitet, Wissenschaftszentrum Berlin, Australian National University och Italienska institutet för historiska studier. Hon är professor i politisk teori vid London School of Economics och undervisar bland annat om marxism och det politiska tänkandets historia. Hon har bland annat publicerat akademiska verk om Immanuel Kant samt migration. Hon är även docent i filosofi vid Australian National University i Canberra. Hon har varit verksam som forskare vid Nuffield College i Oxford samt European University Institute, där hon även avlade filosofie doktorsexamen.
År 2021 utgavs Ypis memoarer Fri – en uppväxt vid historiens slut. Boken handlar om hennes uppväxt i Albanien under 1990-talet, om kommunismens kollaps och den politiska oro som följde. Verket nominerades till flera priser, däribland Baillie Gifford Prize och Costa Book Awards. The Sunday Times, Financial Times, New Statesman och The Spectator valde den alla till "Årets bok". År 2022 gavs boken ut på svenska.